# Ext4
ext4 är en vidareutveckling av ext3-filsystemet, som främst använts i GNU/Linux-distributioner. Filsystemet är bakåtkompatibelt med ext3, precis som ext3 är med ext2 och är snabbare och stabilare än sina föregångare då filer sällan fragmenteras tack vare "fördröjd allokering".